# Кетлиці
Кетлиці (пол. Kietlice, нім. Kittelwitz) — село в Польщі, у гміні Ґлубчиці Ґлубчицького повіту Опольського воєводства.
Населення — 125 осіб (2011).

## Демографія
Демографічна структура станом на 31 березня 2011 року:
|          | Загалом | Допрацездатний вік | Працездатний вік | Постпрацездатний вік |
| -------- | ------- | ------------------ | ---------------- | -------------------- |
| Чоловіки | 62      | 12                 | 43               | 7                    |
| Жінки    | 63      | 10                 | 38               | 15                   |
| Разом    | 125     | 22                 | 81               | 22                   |